# 宋朝侍卫亲军马军司长官列表

## 侍卫亲军马军司都指挥使
| 姓名   | 階官                        | 到任日期                       | 离职日期                      | 离任原因                                      |
| ------ | --------------------------- | ------------------------------ | ----------------------------- | --------------------------------------------- |
| 张光翰 | 宁江军节度使                | 建隆元年 （960年） 正月        | 是年 （960年） 八月           | 罢免                                          |
| 韩重赟 | 宁江军节度使                | 建隆元年 （960年） 八月        | 二年 （961年） 七月           | 改任殿前司都指挥使                            |
| 刘匡义 | 宁江军节度使 ↓ 镇安军节度使 | 二年 （961年） 七月            | 开宝六年 （973年） 九月       | 出为镇宁军节度使                              |
| 党进   | 镇安军节度使                | 六年 （973年） 九月            | 太平兴国二年 （977年） 十一月 | 出为忠武军节度使                              |
| 白进超 | 振武军节度使                | 二年 （977年） 十一月          | 三年 （978年） 四月           | 改任殿前司都虞侯                              |
| 米信   | 保顺军节度使 ↓ 彰化军节度使 | 六年 （981年） 八月            | 雍熙三年 （986年） 七月       | 違部署節制 別道回軍 為敵所敗 责授右屯卫上将军 |
| 李继隆 | 保顺军节度使 ↓ 静难军节度使 | 端拱元年 （988年） 二月        | 至道三年 （997年） 五月       | 改镇安军节度使                                |
| 范廷召 | 河西军节度使                | 三年 （997年） 七月            | 咸平三年 （1000年） 二月      | 改任殿前司都指挥使                            |
| 葛霸   | 感德军节度使                | 四年 （1001年） 三月           | 景德二年 （1005年） 十二月    | 以疾解军职                                    |
| 曹璨   | 天德军节度使                | 大中祥符元年 （1008年） 十二月 | 二年 （1009年） 九月          | 改任殿前司都指挥使                            |
| 王守斌 | 感德军节度使                |                                |                               |                                               |
| 杨崇勋 | 彰德军节度观察留后          | 天圣二年 （1024年） 三月       | 三年 （1025年） 十月          | 迁殿前司副都指挥使                            |

## 侍卫亲军马军司副都指挥使
| 姓名   | 階官                                                              | 检校官           | 封爵         | 到任日期                                        | 离职日期                                      | 离任原因                           |
| ------ | ----------------------------------------------------------------- | ---------------- | ------------ | ----------------------------------------------- | --------------------------------------------- | ---------------------------------- |
| 王汉忠 | 威塞军节度使                                                      |                  |              | 咸平三年 （1000年） 二月                        | 四年 （1001年） 二月                          | 出为镇、定、高阳关三路马步军都部署 |
| 曹璨   | 亳州团练使 ↓ 天德军节度使                                         | 检校太保         | 广平郡开国公 | 景德二年 （1005年） 十二月                      | 大中祥符元年 （1008年） 十二月                | 迁都指挥使                         |
| 张旻   | 相州观察使 ↓ 威塞军节度使 ↓ 昭武军节度使                          | 检校太保         | 清河郡开国公 | 二年 （1009年） 九月                            | 六年 （1013年） 正月                          | 除宣徽南院使 兼 枢密副使           |
| 蔚昭敏 | 鄜州观察使 ↓ 建武军节度使                                         | 检校尚书省左仆射 | 善阳郡开国公 | 九年 （1016年） 正月                            | 天禧三年 （1019年） 七月                      | 迁殿前司副都指挥使                 |
| 王守斌 | 河西军节度使 ↓ 感德军节度使                                       | 检校司徒         | 琅琊郡开国公 | 三年 （1019年） 七月                            | 天圣二年 （1024年） 三月                      | 迁殿前司副都指挥使                 |
| 杨崇勋 | 彰德军节度观察留后                                                | 检校司徒         | 弘农郡开国公 | 二年 （1024年） 三月                            | 是年 （1024年） 十月                          | 迁殿前司副都指挥使                 |
| 彭睿   | 保顺军节度使 ↓ 武昌军节度使                                       | 检校尚书省左仆射 | 宜春郡开国公 | 二年 （1024年） 十月                            | 六年 （1028年） 正月                          | 卒                                 |
| 高继勋 | 保顺军节度使 ↓ 昭信军节度使                                       | 检校户部尚书     | 渤海郡开国公 | 明道元年 （1032年） 八月                        | 景祐二年 （1035年） 三月                      | 以建雄军节度使知滑州               |
| 郑守忠 | 宁远军节度使                                                      |                  |              | 二年 （1035年） 五月                            | 四年 （1037年） 闰四月                        | 迁殿前司副都指挥使                 |
| 高化   | 威武军节度观察留后                                                |                  |              | 是年 （1037年） 闰四月                          | 康定元年 （1040年） 十二月                    | 迁殿前司副都指挥使                 |
| 李用和 | 永清军节度观察留后                                                |                  |              | 康定元年 （1040年） 十二月                      | 庆历二年 （1042年） 三月                      | 迁殿前司副都指挥使                 |
| 曹琮   | 定国军节度观察留后                                                |                  |              | 二年 （1042年） 三月                            | 五年 （1045年） 五月                          | 卒                                 |
| 许怀德 | 武信军节度观察留后                                                |                  |              | 五年 （1045年） 闰五月                          | 八年 （1048年） 四月                          | 迁殿前司副都指挥使                 |
| 郭承佑 | 武安军节度观察留后 ↓ 建武军节度使                                 |                  |              | 八年 （1048年） 四月                            | 是年 （1048年） 八月                          | 迁殿前司副都指挥使                 |
| 狄青   |                                                                   |                  |              | 八年 （1048年） 八月                            | 皇祐三年 （1051年） 六月                      |                                    |
| 周美   | 耀州观察使                                                        |                  |              | 三年 （1051年） 六月                            | 四年 （1054年） 九月                          | 卒                                 |
| 张茂寔 | 昭信军节度观察留后 淮康军节度使                                   |                  |              | 四年 （1054年） 九月 嘉祐四年 （1059年） 十一月 | 至和元年 （1054年） 五月 六年 （1061年） 五月 | 知潞州 以老自解兵权 知曹州         |
| 范恪   | 保信军节度观察留后                                                |                  |              | 至和元年 （1054年） 五月                        | 嘉祐四年 （1059年） 十一月                    | 以疾出为永兴军路马步军副都部署     |
| 王凯   | 武胜军节度观察留后                                                |                  |              |                                                 | 六年 （1061年） 八月                          | 卒                                 |
| 李璋   | 镇海军节度观察留后                                                |                  |              | 六年 （1061年） 九月                            | 是年 （1061年） 十二月                        | 迁殿前司副都指挥使                 |
| 郝质   | 宿州观察使 ↓ 武昌军节度观察留后                                   |                  |              | 六年 （1061年） 十二月                          | 治平元年 （1064年） 八月                      | 迁殿前司副都指挥使                 |
| 贾逵   | 利州观察使 ↓ 昭信军节度观察留后 ↓ 利州观察使 ↓ 昭信军节度观察留后 | 检校吏部尚书     | 河内郡开国公 | 治平元年 （1064年） 八月                        | 元丰元年 （1078年） 六月                      | 迁殿前司副都指挥使                 |
| 杨遂   | 容州观察使                                                        | 检校工部尚书     | 南阳郡开国公 | 元丰元年 （1078年） 六月                        | 二年 （1079年） 正月                          | 迁殿前司副都指挥使                 |
| 卢政   | 黔州观察使                                                        |                  | 平原郡开国公 | 二年 （1079年） 正月                            | 三年 （1080年） 十二月                        | 迁殿前司副都指挥使                 |
| 燕达   | 金州观察使                                                        |                  | 河南郡开国公 | 三年 （1080年） 十二月                          | 四年 （1081年） 八月                          | 迁殿前司副都指挥使                 |
| 姚麟   | 定州观察使 ↓ 建武军节度观察留后                                   |                  |              | 绍圣元年 （1094年） 正月                        | 二年 （1095年） 九月                          | 迁殿前司副都指挥使                 |
| 曹诵   | 福州观察使                                                        |                  |              | 建中靖國元年 （1101年） 八月                    | 崇宁元年 （1102年） 四月                      | 除中太一宫使 授武康军节度使 罢军职 |
| 曹评   | 相州观察使 ↓ 宁远军节度观察留后                                   |                  |              | 四年 （1105年） 二月                            | 大观二年 （1108年） 正月                      | 除宫观                             |
| 徐和   |                                                                   |                  |              | 二年 （1108年） 四月                            | 三年 （1109年） 七月                          | 罢免                               |
| 高俅   |                                                                   |                  |              | 政和元年 （1111年） 四月                        | 是年 （1111年） 八月                          | 迁殿前司副都指挥使                 |
| 郭仲   | 婺州观察使                                                        |                  | 永嘉郡开国公 | 政和元年 （1111年） 八月                        | 七年 （1117年） 八月                          | 充佑神观使 除建武军节度使 罢军职   |
| 王元   |                                                                   |                  |              | 宣和中                                          |                                               |                                    |
| 种师道 | 陇州防御使 ↓ 保静军节度使                                         |                  |              | 宣和中                                          |                                               |                                    |
| 种师中 | 湟州观察使                                                        |                  |              | 宣和中                                          |                                               |                                    |

## 侍卫亲军马军司都虞候
| 姓名   | 階官                                 | 遥郡官                  | 到任日期                                      | 离职日期                                  | 离任原因                                                                           |
| ------ | ------------------------------------ | ----------------------- | --------------------------------------------- | ----------------------------------------- | ---------------------------------------------------------------------------------- |
| 张廷翰 | 彰国军节度使                         |                         | 乾德五年 （967年） 正月                       | 开宝二年 （969年） 二月                   | 卒                                                                                 |
| 李进卿 | 保顺军节度使                         |                         | 二年 （969年） 八月                           | 六年 （973年） 九月                       | 迁侍卫亲军步军司都指挥使                                                           |
| 李汉琼 | 洮州观察使 ↓ 振武军节度使            |                         | 六年 （973年） 九月                           | 太平兴国二年 （977年） 十一月             | 出为彰德军节度使                                                                   |
| 米信   | 洮州观察使 ↓ 保顺军节度使            |                         | 三年 （978年） 四月                           | 六年 （981年） 八月                       | 迁都指挥使                                                                         |
| 李继隆 | 武州防御使 ↓ 武州观察使              |                         | 雍熙三年 （986年） 七月                       | 端拱元年 （988年） 二月                   | 迁都指挥使                                                                         |
| 王汉忠 | 洮州观察使                           |                         | 二年 （989年） 三月                           | 淳化五年 （994年） 六月                   | 迁殿前司都虞候                                                                     |
| 王荣   | 峰州观察使                           |                         |                                               |                                           | 出为定州行营都部署                                                                 |
| 康保裔 | 凉州观察使 ↓ 彰国军节度使            |                         | 至道三年 （997年） 七月                       | 咸平三年 （1000年） 正月                  | 瀛州之战被俘                                                                       |
| 刘谦   | 浔州防御使                           |                         | 景德元年 （1004年） 八月                      | 二年 （1005年） 十二月                    | 迁殿前司副都指挥使                                                                 |
| 张旻   | 英州防御使                           |                         | 二年 （1005年） 十二月                        | 大中祥符元年 （1008年） 四月              | 迁殿前司都虞候                                                                     |
| 郑诚   | 密州观察使                           |                         | 大中祥符元年 （1008年） 十二月                | 二年 （1009年） 九月                      | 迁殿前司都虞候                                                                     |
| 高翰   | 相州观察使                           |                         | 三年 （1010年） 九月                          | 七年 （1014年） 十月                      |                                                                                    |
| 王守斌 |                                      |                         | 七年 （1014年） 十月                          | 九年 （1016年） 正月                      |                                                                                    |
| 靳忠   | 端州防御使                           |                         | 九年 （1016年） 正月                          | 天禧三年 （1019年） 六月                  |                                                                                    |
| 刘美   | 端州防御使 ↓ 武胜军节度观察留后      |                         | 三年 （1019年） 七月                          | 五年 （1021年） 八月                      | 卒                                                                                 |
| 杨崇勋 | 西上閤门使 ↓ 客省使 ↓ 内客省使       | 英州防御使 ↓ 贵州观察使 | 四年 （1020年） 二月                          | 乾兴元年 （1022年） 正月                  | 知陈州                                                                             |
| 夏守赟 |                                      |                         | 乾兴元年 （1022年） 二月                      | 天圣二年 （1024年） 二月                  |                                                                                    |
| 郝荣   | 桂州观察使 ↓ 安国军节度观察留后      |                         | 二年 （1024年） 三月                          |                                           |                                                                                    |
| 康继英 | 端州防御使                           |                         | 二年 （1024年） 三月                          | 三年 （1025年） 九月                      | 除为泾原路马步军副都部署 知渭州                                                    |
| 张遵   |                                      |                         | 三年 （1025年） 十月                          | 五年 （1027年） 九月                      |                                                                                    |
| 高继勋 | 连州防御使                           |                         | 五年 （1027年） 九月                          | 六年 （1028年） 正月                      | 迁殿前司都虞候                                                                     |
| 石斌   | 眉州防御使                           |                         |                                               |                                           |                                                                                    |
| 王德用 | 康州防御使                           |                         | 六年 （1028年） 七月                          | 八年 （1030年） □月                       | 为并代州马步军副都部署                                                             |
| 郑守忠 |                                      |                         | 明道元年 （1032年） 八月                      |                                           |                                                                                    |
| 张昭远 | 嘉州防御使 ↓ 莫州防御使              |                         | 明道元年 （1032年） 八月                      | 二年 （1033年） 六月                      | 知代州                                                                             |
| 张守遵 | 端州防御使                           |                         | 二年 （1033年） 六月                          | 景祐元年 （1034年） 十月                  | 坐治龍馬嶺及節義烽敗兵之罪 罢环庆路马步军副都部署 降汀州防御使 陕州兵马部署 落军职 |
| 张潜   |                                      |                         | 景祐元年 （1034年） 十二月                    | 二年 （1035年） 五月                      |                                                                                    |
| 许怀信 |                                      |                         | 二年 （1035年） 五月                          |                                           |                                                                                    |
| 刘平   | 温州防御使                           |                         | 二年 （1035年） 八月                          | 四年 （1037年） 闰四月                    | 迁殿前司都虞候                                                                     |
| 石元孙 | 荣州防御使                           |                         | 四年 （1037年） 十一月                        | 康定元年 （1040年） 正月                  | 迁殿前司都虞候                                                                     |
| 孙㢘   | 英州防御使                           |                         | 康定元年 （1040年） 二月                      | 是年 （1040年） 四月                      | 迁殿前司都虞候                                                                     |
| 方荣   | 高州防御使                           |                         | 康定元年 （1040年） 四月                      | 是年 （1040年） 十一月                    |                                                                                    |
| 任福   | 贺州防御使                           |                         | 康定元年 （1040年） 十二月                    | 庆历元年 （1041年） 二月                  | 死于好水川之战                                                                     |
| 王元   |                                      |                         | 四年 （1044年） 八月                          | 五年 （1045年） 闰五月                    |                                                                                    |
| 王信   | 象州防御使 ↓ 威德军节度观察留后      |                         | 五年 （1045年） 闰五月                        | 八年 （1048年） 四月                      | 卒                                                                                 |
| 周美   | 眉州防御使                           |                         | 八年 （1048年） 四月                          | 是年 （1048年） 八月                      | 除殿前司都虞候                                                                     |
| 范全   | 解州防御使                           |                         | 八年 （1048年） 八月                          | 皇祐三年 （1051年） 六月                  |                                                                                    |
| 王凯   | 绵州防御使                           |                         | 三年 （1051年） 六月                          | 四年 （1052年） 九月                      | 迁殿前司都虞候                                                                     |
| 王达   | 绵州防御使                           |                         | 四年 （1052年） 九月                          | 是年 （1052年） 十一月                    |                                                                                    |
| 纪质   | 眉州防御使                           |                         | 五年 （1053年） 二月                          | 至和元年 （1054年） 正月                  |                                                                                    |
| 王从政 | 眉州防御使                           |                         | 至和元年 （1054年） 二月                      | 是年 （1054年） 五月                      |                                                                                    |
| 王兴   | 陵州团练使                           |                         | 至和元年 （1054年） 五月                      | 嘉祐三年 （1058年） 九月                  |                                                                                    |
| 孟元   | 眉州防御使                           |                         | 三年 （1058年） 九月                          | 是年 （1058年） 十一月                    | 卒                                                                                 |
| 郝质   | 眉州防御使                           |                         | 四年 （1059年） 十二月                        | 六年 （1061年） 五月                      | 除殿前司都虞候                                                                     |
| 马怀德 | 象州防御使                           |                         | 六年 （1061年） 五月                          | 是年 （1061年） 九月                      | 除殿前司都虞候                                                                     |
| 贾逵   |                                      |                         | 六年 （1061年） 九月                          | 是年 （1061年） 十二月                    | 除殿前司都虞候                                                                     |
| 宋守约 | 洋州观察使                           |                         | 六年 （1061年） 十二月                        | 八年 （1063年） 五月                      | 除殿前司都虞候                                                                     |
| 郭逵   | 容州观察使                           |                         | 八年 （1063年） 五月                          | 治平元年 （1064年） 八月                  | 除殿前司都虞候                                                                     |
| 窦舜卿 | 邕州观察使                           |                         | 治平元年 （1064年） 八月                      | 三年 （1066年） 二月                      | 除殿前司都虞候                                                                     |
| 杨遂   | 邓州防御使                           |                         | 三年 （1066年） 五月                          | 熙宁五年 （1072年） 十一月                | 出为环庆路马步军副都总管                                                           |
| 卢政   | 昌州防御使                           |                         | 五年 （1072年） 十一月                        | 八年 （1075年） 二月                      | 迁殿前司都虞候                                                                     |
| 张玉   | 昭州防御使                           |                         | 八年 （1075年） 二月                          | 是年 （1075年） 三月                      | 卒                                                                                 |
| 刘永年 | 沂州防御使                           |                         | 元丰元年 （1078年） 六月                      | 二年 （1079年） 正月                      | 迁殿前司都虞候                                                                     |
| 燕达   | 金州观察使                           |                         | 二年 （1079年） 正月                          | 三年 （1080年） 十二月                    | 除副都指挥使                                                                       |
| 苗授   | 昌州刺史                             |                         | 三年 （1080年） 十二月                        | 四年 （1081年） 十二月                    | 迁殿前司都虞候                                                                     |
| 林广   | 卫州防御使                           |                         | 五年 （1082年） 四月                          | 是年 （1082年） 七月                      | 卒                                                                                 |
| 刘昌祚 | 雄州团练使                           |                         | 元祐元年 （1086年） 三月                      | 二年 （1087年） 十一月                    | 迁殿前司都虞候                                                                     |
| 刘舜卿 | 宁州团练使                           |                         | 二年 （1087年） 十一月                        | 三年 （1088年） 七月                      | 迁殿前司都虞候                                                                     |
| 李浩   | 忠州防御使 ↓ 黔州观察使 ↓ 忠州防御使 |                         | 三年 （1088年） 七月                          | 五年 （1090年） 十二月                    |                                                                                    |
| 吕真   | 卫州防御使                           |                         | 五年 （1090年） 十二月                        | 绍圣元年 （1094年） 正月                  |                                                                                    |
| 王恩   | 信州团练使                           |                         | 元符元年 （1098年） 二月                      | 是年 （1098年） 八月                      |                                                                                    |
| 徐和   |                                      |                         | 崇宁元年 （1102年） 闰六月                    | 四年 （1105年） 二月                      | 除副都指挥使                                                                       |
| 刘德   |                                      |                         | 四年 （1105年） 二月                          | 大观二年 （1108年） 正月                  |                                                                                    |
| 刘法   |                                      |                         | 二年 （1108年） 二月 政和元年 （1111年） 四月 | 三年 （1109年） 十月 是年 （1111年） 八月 | 罢免                                                                               |
| 杜大忠 |                                      |                         | 政和元年 （1111年） 四月                      |                                           |                                                                                    |
| 何灌   | 宁武军承宣使                         |                         | 宣和七年 （1125年） 十二月                    |                                           |                                                                                    |

## 权摄
| 姓名 | 階官       | 军职                 | 到任日期                 | 离职日期               | 离任原因 | 差遣官                     |
| ---- | ---------- | -------------------- | ------------------------ | ---------------------- | -------- | -------------------------- |
| 姚麟 | 威州团练使 |                      | 元祐中                   |                        |          | 权管勾侍卫亲军马军司公事   |
| 刘斌 | 信州团练使 | 侍卫亲军步军司都虞候 | 元祐七年 （1092年） 二月 |                        |          | 权同管勾侍卫亲军马军司公事 |
| 张整 | 威州刺史   | 龙卫神卫四厢都指挥使 | 元符元年 （1098年） 二月 | 是年 （1098年） 八月   | 卒       | 权管干侍卫亲军马军司公事   |
| 賈嵒 | 威州刺史   | 龙卫神卫四厢都指挥使 | 元符元年 （1098年） 九月 | 是年 （1098年） 十二月 |          | 权管勾侍卫亲军马军司公事   |

## 权主管侍卫亲军马军司公事
| 姓名   | 階官                                              | 遥郡官       | 三衙管军               | 到任日期                   | 离职日期               | 离任原因                                                                 |
| ------ | ------------------------------------------------- | ------------ | ---------------------- | -------------------------- | ---------------------- | ------------------------------------------------------------------------ |
| 曹濛   | 忠州团练使                                        |              | 殿前司都虞候           | 宣和中                     |                        |                                                                          |
| 张整   | 中卫大夫                                          | 果州团练使   |                        | 靖康元年 （1126年） □月    |                        |                                                                          |
| 薛安   | 黔州观察使                                        |              | 龙卫神卫四厢都指挥使   | 靖康元年 （1126年） 七月   |                        |                                                                          |
| 左言   | 常德军承宣使                                      |              | 侍卫亲军步军司都虞候   | 建炎中                     |                        |                                                                          |
| 李质   | 中侍大夫                                          | 明州观察使   |                        | 建炎中                     |                        |                                                                          |
| 刘锡   | 明州观察使                                        |              | 龙卫神卫四厢都指挥使   | 建炎中                     |                        |                                                                          |
| 赵哲   | 左武大夫                                          | 明州观察使   |                        | 建炎中                     |                        |                                                                          |
| 边顺   | 莱州防御使                                        |              | 龙卫神卫四厢都指挥使   | 建炎三年 （1129年） 六月   |                        |                                                                          |
| 辛永宗 | 中卫大夫                                          | 达州观察使   |                        | 绍兴元年 （1131年） 十一月 | 是年 （1131年） 十一月 | 坐与干办官李秉文盗请诸军券钱 为御史沈与求所论 改差江南西路马步军副都总管 |
| 边顺   | 忠州防御使 ↓ 莱州防御使 ↓ 海州团练使 ↓ 莱州防御使 |              | 龙卫神卫四厢都指挥使   | 绍兴元年 （1131年） 十一月 | 二年 （1132年） 四月   | 权主管侍卫亲军步军司公事                                                 |
| 兰整   | 平海军承宣使 ↓ 孟州观察使 ↓ 平海军承宣使          |              | ↓ 龙卫神卫四厢都指挥使 | 二年 （1132年） 四月       | 五年 （1135年） 闰二月 | 改差两浙东路马步军副都总管 绍兴府驻扎                                    |
| 王𤫉   | 建武军承宣使                                      |              | 龙卫神卫四厢都指挥使   | 五年 （1135年） 闰二月     | 是年 （1135年） 闰二月 | 提举江州太平观                                                           |
| 边顺   | 莱州防御使                                        |              |                        | 五年 （1135年） 闰二月     | 五年 （1135年） 九月   |                                                                          |
| 解潜   | 协忠大夫                                          | 华州观察使   |                        | 五年 （1135年） 九月       | 七年 （1137年） 正月   | 坐总兵扈卫 军政不肃 统军无律 提举江州太平观                              |
| 刘錡   | 右武大夫                                          | 开州团练使   |                        | 七年 （1137年） 正月       | 是年 （1137年） 十月   | 知庐州 主管淮南西路安抚使司公事                                          |
| 杨沂中 | 保成军节度使                                      |              | 殿前司都虞候           | 七年 （1137年） 十月       | 是年 （1137年） 十二月 | 辞兼领                                                                   |
| 解潜   | 协忠大夫 ↓ 宣州观察使 ↓ 江州观察使                | 华州观察使   | 龙卫神卫四厢都指挥使   | 七年 （1137年） 十二月     | 九年 （1139年） 正月   | 以论事不合 罢为建宁军承宣使 改差福建路马步军副都总管                     |
| 刘錡   | 济州团练使                                        |              | 龙卫神卫四厢都指挥使   | 九年 （1139年） 二月       | 十年 （1140年） 二月   | 为东京副留守                                                             |
| 刘光烈 | 中卫大夫 ↓ 崇信军承宣使                           | 庆远军承宣使 |                        | 十年 （1140年） 三月       | 十三年 （1143年） 三月 |                                                                          |
| 赵密   | 宣州观察使                                        |              | 龙卫神卫四厢都指挥使   | 十三年 （1143年） 三月     |                        |                                                                          |
| 成闵   | 宣州观察使 ↓ 保宁军承宣使 ↓ 庆远军节度使          |              | 龙卫神卫四厢都指挥使   | 十九年 （1149年） 八月     |                        | 除主管侍卫亲军马军司公事                                                 |

## 主管侍卫亲军马军司公事
| 姓名   | 階官                                     | 遥郡官   | 三衙管军 环卫官        | 到任日期                   | 离职日期                 | 离任原因                                      |
| ------ | ---------------------------------------- | -------- | ---------------------- | -------------------------- | ------------------------ | --------------------------------------------- |
| 郭仲荀 | 武安军承宣使                             |          | 侍卫亲军马军司都指挥使 | 靖康元年 （1126年） □月    | 建炎二年 （1128年） 六月 | 为京城副留守 改差主管殿前司公事               |
| 杨惟忠 | 建武军节度使                             |          | 龙卫神卫四厢都指挥使   | 二年 （1128年） 七月       | 三年 （1129年） 二月     | 改除节制江南东路军马                          |
| 田晟   | 镇西军承宣使 ↓ 建武军承宣使              |          | 龙卫神卫四厢都指挥使   | 绍兴十三年 （1143年） 八月 | 十九年 （1149年） 六月   | 添差两浙西路马步军副都总管                    |
| 刘宝   | 武泰军承宣使                             |          | 捧日天武四厢都指挥使   | 十九年 （1149年） 六月     | 是年 （1149年） 八月     | 改除镇江府驻扎御前诸军都统制                  |
| 成闵   | 宣州观察使 ↓ 保宁军承宣使 ↓ 庆远军节度使 |          | 龙卫神卫四厢都指挥使   |                            | 三十二年 （1162年） 三月 | 除主管殿前司公事                              |
| 李显忠 | 宁国军节度使                             |          | 龙卫神卫四厢都指挥使   | 三十二年 （1162年） 六月   | 隆兴元年 （1163年） 六月 | 除主管殿前司公事                              |
| 张守忠 | 利州观察使                               |          |                        | 隆兴元年 （1163年） 六月   | 乾道元年 （1165年） 二月 | 特授威武军承宣使致仕                          |
| 李舜举 | 左武大夫                                 | 忠州刺史 |                        | 乾道元年 （1165年） 三月   | 六年 （1170年） 十月     | 除建康府驻扎御前诸军都统制                    |
| 李显忠 | 威武军节度使                             |          | 左金吾卫上将军         | 六年 （1170年） 十月       | 七年 （1171年） 十一月   | 马军司移屯建康府 易为主管侍卫亲军马军行司公事 |

## 主管侍卫亲军马军行司公事
| 姓名   | 階官                      | 遥郡官                  | 三衙管军                                          | 加官 环卫官         | 到任日期                   | 离职日期                 | 离任原因                          |
| ------ | ------------------------- | ----------------------- | ------------------------------------------------- | ------------------- | -------------------------- | ------------------------ | --------------------------------- |
| 李显忠 | 威武军节度使              |                         |                                                   | 太尉 左金吾卫上将军 | 乾道七年 （1171年） 十一月 | 九年 （1173年） 正月     | 除宫观                            |
| 王权   | 武康军承宣使              |                         |                                                   |                     | 九年 （1173年） 闰正月     | 是年 （1173年） 闰正月   | 特追复清远军节度使致仕            |
| 赵撙   | 昭化军承宣使              |                         | ↓ 侍卫亲军马军司都指挥使                          |                     | 九年 （1173年） 闰正月     | 淳熙二年 （1175年） 八月 | 致仕                              |
| 李川   | 武功大夫                  | 文州刺史                | ↓ 侍卫亲军马军司都虞候                            |                     | 二年 （1175年） 八月       | 是年 （1175年） 九月     | 除鄂州江陵府驻扎御前诸军都统制    |
| 王明   | 武功大夫                  | 惠州刺史                | ↓ 侍卫亲军马军司都虞候                            |                     | 二年 （1175年） 九月       | 三年 （1176年） 十月     | 除宫观                            |
| 吴拱   | 武康军节度使              |                         | 捧日天武四厢都指挥使 ↓ 侍卫亲军马军司都指挥使     | 右金吾卫上将军      | 三年 （1176年） 十月       | 五年 （1178年） 十二月   |                                   |
| 马定远 | 武德郎                    |                         | ↓ 侍卫亲军马军司都虞候                            | 左领军卫郎将        | 六年 （1179年） 正月       | 七年 （1180年） 九月     |                                   |
| 雷世贤 | 武翼大夫                  |                         | ↓ 侍卫亲军马军司都虞候 ↓ 侍卫亲军马军司副都指挥使 | 右骁卫将军          | 七年 （1180年） 十月       | 绍熙元年 （1190年） 十月 |                                   |
| 张师颜 | 武德郎 ↓ 武功大夫         |                         | ↓ 侍卫亲军马军司都虞候                            | 左领军卫郎将        | 绍熙元年 （1190年） 十月   | 庆元四年 （1198年） 三月 | 主管台州崇道观                    |
| 郭倪   | 武义大夫 ↓ 武略大夫       | 荣州刺史                | ↓ 侍卫亲军马军司都虞候                            |                     | 四年 （1198年） 三月       | 嘉泰元年 （1201年） 八月 | 改差主管殿前司公事                |
| 李珪   |                           |                         | ↓ 侍卫亲军马军司都虞候                            |                     | 嘉泰元年 （1201年） 八月   | 开禧元年 （1205年） 六月 | 召赴行在                          |
| 李汝翼 |                           |                         |                                                   |                     | 开禧元年 （1205年） 十月   | 二年 （1206年） 六月     | 新息兵败 追五官 再降三官 靖州安置 |
| 王瑛   | 右武大夫                  |                         |                                                   |                     | 二年 （1206年） 六月       | 是年 （1206年） 八月     | 召赴行在                          |
| 戚拱   | 武德郎                    |                         |                                                   |                     | 二年 （1206年） 八月       | 三年 （1207年） 十二月   | 召赴行在                          |
| 周虎   | 文州刺史                  |                         | ↓ 侍卫亲军马军司都虞候                            |                     | 嘉定元年 （1208年） 八月   | 五年 （1212年） 五月     |                                   |
| 许俊   | 武功大夫                  |                         |                                                   |                     | 五年 （1212年） 五月       | 六年 （1213年） 十月     |                                   |
| 冯榯   | 武功大夫                  | 开州刺史                |                                                   | 左领军卫将军        | 六年 （1213年） 十月       | 七年 （1214年） 十月     | 除镇江府驻扎御前诸军都统制        |
| 刘琸   | 武经郎                    |                         |                                                   |                     | 七年 （1214年） 十月       | 十年 （1217年） 七月     | 除镇江府驻扎御前诸军都统制        |
| 李庆宗 | 训武郎                    |                         |                                                   |                     | 十年 （1217年） 八月       | 十二年 （1219年） 十月   | 召赴行在                          |
| 扈再兴 | 左武大夫                  | 忠州团练使 ↓ 蕲州防御使 | ↓ 侍卫亲军马军司都虞候                            |                     | 宝庆二年 （1226年） 三月   | 三年 （1227年） 二月     | 致仕                              |
| 许俊   | 左武大夫                  | 潭州观察使              | ↓ 侍卫亲军马军司副都指挥使                        |                     | 三年 （1227年） 九月       |                          |                                   |
| 孟珙   | 武经郎 ↓ 武功郎           |                         |                                                   |                     | 端平元年 （1234年） 五月   | 嘉熙元年 （1237年） 三月 |                                   |
| 王鉴   | 拱卫大夫 ↓ 武康军承宣使   | 福州观察使              | ↓ 侍卫亲军马军司都虞候 ↓ 侍卫亲军马军司副都指挥使 |                     | 嘉熙元年 （1237年） 九月   | 淳祐三年 （1243年） 正月 |                                   |
| 吕文德 | 福州观察使 ↓ 保康军承宣使 |                         | 侍卫亲军马军司副都指挥使                          | ↓ 左领军卫上将军    | 三年 （1243年） 正月       |                          |                                   |